# Commission parlementaire mixte UE-Turquie
La commission parlementaire mixte (CPM) UE-Turquie a pour but d'examiner les questions relatives à la procédure d'adhésion de la Turquie à l'Union européenne. Elle a été créée sur la base de la résolution du Parlement européen du 14 mai 1965 et des résolutions de la Grande Assemblée nationale de Turquie et du Sénat turc, adoptées respectivement les 22 juin et 14 juillet 1965 et sur la base d’une décision prise par le Conseil d’association de la Communauté économique européenne (CEE) - Turquie de 1965. La CPM UE-Turquie est l’organe chargé du contrôle démocratique du partenariat entre Union européenne et la Turquie.

## Informations générales
Les activités de la CPM UE-Turquie ont pour base juridique l’article 27 de l’Accord d'Ankara invitant la CPM à faciliter la coopération entre le Parlement européen et la Grande assemblée nationale turque.
La tâche essentielle de la CPM est d'examiner les questions relatives au processus d'adhésion de la Turquie à l’UE. Dans ce contexte, elle est chargée de suivre, d’analyser et d‘évaluer les questions relatives aux négociations d'adhésion commencées par l'accord d'association signé à Ankara le 12 septembre 1963 entre la Turquie et la CEE et aussi toutes les décisions du Conseil d’association sur les arrangements bilatéraux existants entre la Turquie et l'UE. En outre, la Commission est responsable du renforcement des relations entre la Grande Assemblée nationale turque et le Parlement européen. La Commission peut également examiner toutes les questions dans le contexte des relations Turquie-UE, conformément au mandat donné par la Grande Assemblée nationale turque et le Parlement européen.

## L’organisation de la commission
La Commission est composée, en nombre égal, de membres désignés par le Parlement européen et les membres nommés par l'Assemblée nationale turque. Le Bureau de la Commission est composé de président de la délégation du Parlement européen, du Président de la délégation de la Grande Assemblée nationale turque, et de plusieurs vice-présidents de chaque délégation.

## Les sessions de la CPM
La CPM UE-Turquie se réunit en principe trois fois par an, alternativement en Turquie et dans l’un des lieux de travail du Parlement européen. Les membres de la commission sont convoqués par les présidents de la CPM. L'avis de convocation doit comporter un ordre du jour provisoire établi par le Bureau et sera normalement envoyée aux membres dans une quinzaine de jours à l'avance.
Les membres du Conseil d’association, la Commission européenne, les représentants du Conseil de l’UE, les représentants du gouvernement turc sont autorisés à assister aux réunions de la commission.
Les langues officielles de la CPM sont les langues officielles de la Parlement européenne et le turc.

## Membres de la délégation (Turquie)
| Membre                           | Parti politique                            | Circonscription |
| -------------------------------- | ------------------------------------------ | --------------- |
| Afif Demirkıran (tr) (Président) | Parti de la justice et du développement    | Siirt           |
| Sait Açba (tr) (Vice-président)  | Parti de la justice et du développement    | Afyonkarahisar  |
| Umut Oran (tr) (Vice-président)  | Parti républicain du peuple (CHP)          | Istanbul        |
| Nazmi Haluk Özadalga             | Parti de la justice et du développement    | Ankara          |
| Mehmet Kasım Gülpinar            | Parti de la justice et du développement    | Şanlıurfa       |
| Ali Şahin                        | Parti de la justice et du développement    | Gaziantep       |
| Halide İncekara                  | Parti de la justice et du développement    | Istanbul        |
| Mehmet Sayım Tekelioğlu          | Parti de la justice et du développement    | Izmir           |
| Yıldırım Mehmet Ramazanoğlu      | Parti de la justice et du développement    | Kahramanmaraş   |
| Cem Zorlu                        | Parti de la justice et du développement    | Konya           |
| Yüksel Özden                     | Parti de la justice et du développement    | Muğla           |
| Faruk IŞIK                       | Parti de la justice et du développement    | Muğla           |
| Ebu Bekir Gizligider             | Parti de la justice et du développement    | Nevşehir        |
| Mesude Nursuna Memecan           | Parti de la justice et du développement    | Sivas           |
| Abdulkadir Emin Önen             | Parti de la justice et du développement    | Şanlıurfa       |
| Ercan Candan                     | Parti de la justice et du développement    | Şanlıurfa       |
| Aylin Nazliaka                   | Parti républicain du peuple (CHP)          | Ankara          |
| Aykan Erdemir                    | Parti républicain du peuple (CHP)          | Bursa           |
| Ayşe Eser DANIŞOĞLU              | Parti républicain du peuple (CHP)          | Istanbul        |
| Pavey Avey                       | Parti républicain du peuple (CHP)          | Istanbul        |
| Oğuz Oyan                        | Parti républicain du peuple (CHP)          | Izmir           |
| Zühal Topçu                      | Parti d'action nationaliste (MHP)          | Ankara          |
| Ahmet Kenan Tanrikulu            | Parti d'action nationaliste (MHP)          | Izmir           |
| Lütfü Türkkan                    | Parti d'action nationaliste (MHP)          | Kocaeli         |
| Nazmi Gür                        | Parti de la paix et de la démocratie (BDP) | Van             |

## Membres de la délégation (Parlement européen)
| Membre                                                                         | Parti politique                                                                 | Pays               |
| ------------------------------------------------------------------------------ | ------------------------------------------------------------------------------- | ------------------ |
| Hélène Flautre (Président)                                                     | Groupe des Verts/Alliance libre européenne(EFA/G)                               | France             |
| María-Eléni Koppá (Vice-président)                                             | Alliance progressiste des socialistes et démocrates au Parlement européen(S&D)  | Grèce              |
| Geórgios Koumoutsákos (Vice-président)                                         | Parti populaire européen (EPP)                                                  | Grèce              |
| Philippe Boulland                                                              | Parti populaire européen (EPP)                                                  | France             |
| Anna Maria Corazza Bildt                                                       | Parti populaire européen (EPP)                                                  | Suède              |
| Andrew Duff                                                                    | Alliance des démocrates et des libéraux pour l'Europe (ADLE)                    | Royaume-Uni        |
| James Elles                                                                    | Conservateurs et réformistes européens (ECR)                                    | Royaume-Uni        |
| Ismail Ertug                                                                   | Alliance progressiste des socialistes et démocrates au Parlement européen (S&D) | Allemagne          |
| Tákis Chatzigeorgíou                                                           | Gauche unitaire européenne/Gauche verte nordique (GUE/NGL)                      | GKRY               |
| Richard Howitt                                                                 | Alliance progressiste des socialistes et démocrates au Parlement européen (S&D) | Royaume-Uni        |
| Sophia in 't Veld Alliance des démocrates et des libéraux pour l'Europe (ADLE) | Pays-Bas                                                                        |                    |
| Cătălin Sorin Ivan                                                             | Alliance progressiste des socialistes et démocrates au Parlement européen (S&D) | Roumanie           |
| Liisa Jaakonsaari                                                              | Alliance progressiste des socialistes et démocrates au Parlement européen (S&D) | Finlande           |
| Metin Kazak                                                                    | Alliance des démocrates et des libéraux pour l'Europe (ADLE)                    | Bulgarie           |
| Ska Keller                                                                     | roupe des Verts/Alliance libre européenne (EFA/G)                               | Allemagne          |
| Barbara Matera                                                                 | Parti populaire européen (EPP)                                                  | Italie             |
| Morten Messerschmidt                                                           | Europe de la liberté et de la démocratie directe (ELDD)                         | Danemark           |
| Antigóni Papadopoúlou                                                          | Alliance progressiste des socialistes et démocrates au Parlement européen (S&D) | GKRY               |
| Birgit Schnieber-Jastram                                                       | Parti populaire européen (EPP)                                                  | Allemagne          |
| [Renate Sommer]                                                                | Parti populaire européen (EPP)                                                  | Allemagne          |
| Laurence J.A.J. STASSEN                                                        | -                                                                               | Pays-Bas           |
| Eléni Theochárous                                                              | Parti populaire européen (EPP)                                                  | GKRY               |
| Marianne Thyssen                                                               | Parti populaire européen (EPP)                                                  | Belgique           |
| Jarosław Leszek WAŁĘSA                                                         | Parti populaire européen (EPP)                                                  | Pologne            |
| Jan Zahradil                                                                   | Conservateurs et réformistes européens (ECR)                                    | République tchèque |

## Le secrétariat de la CPM
Le secrétariat de la Commission est assuré par le secrétariat international de la CPM de l'Assemblée nationale turque et du Parlement européen.